# 日光中宮祠事件
日光中宮祠事件（にっこうちゅうぐうしじけん）とは1946年（昭和21年）に発生した強盗放火事件である。
当初警察は一家心中として処理したが、9年後の1955年に真相が明らかになった。なお事件名はこの事件を元に松本清張が執筆した小説及びテレビドラマの題名であり、現在ではこちらの事件名で呼ばれることが多い。

## 事件の概要
1946年5月4日未明、栃木県中禅寺湖畔の上都賀郡日光町（現在の日光市）中宮祠の旅館から出火し周囲を含めて6棟が全焼。旅館の焼け跡から経営者のH（当時46歳）と妻（同42歳）、Hの義父（同72歳）とHの三男（同11歳）、次女（同8歳）、三女（同5歳）の6人の焼死体が発見された。6人が寝床に入ったままの状態で死亡していたばかりか後頭部を切られた跡があるなど、他殺と思われる不審な点もあったにもかかわらず、日光警察署は無理心中と結論づけて被疑者死亡として捜査を打ち切った。
しかし、事件の真相は当日投宿していた在日朝鮮人のAとBが帳場に盗みに入ったところを家族に発見されたため、旅館の台所にあった包丁で一家6人を刺殺、現金400円と小切手480円と背広などを奪い放火して逃亡したというものであった。

## 事件の発覚
1955年5月に埼玉県で逮捕された犯人Cが、強盗31件、殺人5件を「自供」したが、これらはCが捜査員の歓心を買うことで取調べでの待遇が良くなると考えてのウソであった。この時に「自供」した事件の一つに中宮祠の一件があったため、Hの長男が埼玉県警察に再捜査を依頼していた。再捜査によりCは刑務所で知り合った男から聞いた話であること、盗まれた小切手が東京都内で払い戻されていたことが判明した。1956年7月30日に暴力団狩りで神奈川県の川崎警察署に逮捕されていたA（逮捕時30歳）が真犯人であったことが判明した。取調べにより共犯のB（逮捕時31歳）も判明し、Bは北海道の工事現場で働いているところを8月21日に逮捕された。

## 事件のその後
推理作家の松本清張は、『別冊週刊朝日』1958年4月号でこの事件を題材にした短編「日光中宮祠事件」を発表し、1959年12月8日に殿山泰司、冨田浩太郎主演でテレビドラマ化された。
犯人のAとBであるが、1957年7月22日に宇都宮地方裁判所で2人とも死刑が言い渡され、1959年1月28日控訴棄却、1960年6月10日に上告棄却で死刑が確定した。しかし、死刑執行は当時としては異例の長期間行われず、2人の死刑執行は判決確定後14年、事件発生から28年後の1974年6月6日におこなわれた。
この長期の死刑執行モラトリアム後の処刑に対し、当時東京拘置所で同房であった帝銀事件の死刑囚平沢貞通が大きなショックを受け、自らの死刑執行に対する恐怖により1か月後に心臓麻痺で倒れる事態も発生した。